# Pekkachilus
Pekkachilus – wymarły rodzaj pająków z infrarzędu Araneomorphae i rodziny Vetiatoridae. Żył w kredzie na terenie współczesnej Mjanmy.

## Taksonomia
Rodzaj i gatunek typowy opisane zostały w 2017 roku przez Jörga Wunderlicha na łamach „Beiträge zur Araneologie” na podstawie trzech datowanych na cenoman inkluzji w bursztynie birmańskim, z których jedną przyporządkowano do gatunku typowego, jednej nie przyporządkowano do gatunku, a ostatnią umieszczono w rodzaju z zachowaną dozą niepewności. Nazwę rodzajową nadano na cześć Pekki T. Lehtinena, zaś epitet gatunkowy vesica oznacza po łacinie „pęcherzyk” i odnosi się do kształtu bulbusa pająka.

## Morfologia
Pająk o ciele długości od 2,2 do 2,8 mm przy prosomie długości od 1 do 1,4 mm i szerokości od 0,65 do 08 mm oraz opistosomie (odwłoku) długości od 1,1 do 1,6 mm i szerokości od 0,65 do 0,85 mm. Prosoma była słabo zesklerotyzowana, pokryta miękkim, prawie gładkim, bardzo delikatnie pobrużdżonym oskórkiem. Spośród ośmiorga oczu te pary przednio-środkowej były wyraźnie największe i umieszczone na wzgórkach. Karapaks miał niewielką, płytką, zaokrągloną jamkę. Szczękoczułki miały przysadziste człony nasadowe, po bokach zaopatrzone w struktury służące strydulacji. Bruzdy szczękoczułków tylko u jednego okazu miały kikutowate ząbki. Warga dolna była długa i trójkątna, a szczęki długie i silnie zbiegające się ku przodowi. Szerokie sternum miało niskie guzki przy biodrach. Odnóża były stosunkowo długie i smukłe, porośnięte tylko niedługimi, cienkimi włoskami, pozbawione szczecinek i włosków szpatułkowatych. Rzepki były krótsze od goleni. Stopy zaopatrzone były w trzy pazurki, z których parzyste miały ząbki. Owalną opistosomę porastały krótkie włoski. Smukłe nogogłaszczki samca miały długo owłosione cymbium i wystający bulbus z przypuszczalnie krótkim embolusem.